# Kim Min-ju
Kim Min-ju (en coreano: 김민주; Seúl, 5 de febrero del 2001), más conocida como Minju, es una cantante y actriz surcoreana. Terminó en el puesto 11 del programa de supervivencia de grupos de chicas Produce 48 de Mnet y debutó con Iz*One en 2018.

## Vida y carrera

### Comienzos de su carrera y vida tempranas
Kim Min-ju nació el 5 de febrero del 2001. Tiene una hermana menor y un hermano mayor. Asistió a la Escuela de Artes Escénicas de Seúl y se graduó en febrero del 2020. Antes de unirse al reality show de supervivencia de grupos femeninos de telerrealidad Produce 48, había aparecido como actriz en videos musicales y dramas coreanos, en particular en la serie de televisión de MBC en 2018 El gran seductor, en la que interpretó el papel de la joven Choi Soo-ji (Moon Ga-young).

### 2018–presente:Produce 48, Iz*One, actividades en solitario
De junio a agosto del 2018, Kim representó a Urban Works en Produce 48, donde finalmente se ubicó en el undécimo lugar y debutó con Iz*One. El 29 de octubre del 2018, el grupo lanzó su primer álbum de reproducción extendida (EP) Color*Iz, que obtuvo un éxito comercial inmediato, vendiendo más de 225.000 unidades y alcanzando el número 2 en el Gaon Album Chart de Corea del Sur. Además, tanto el EP como su sencillo principal La Vie en Rose se situaron en Billboard  World Albums y World Digital Songs, respectivamente. Este temprano éxito les valió el título de Nuevo Artista del Año en varias ceremonias de premios, incluidos los Golden Disc Awards y los Seoul Music Awards.
El sencillo debut japonés del grupo, Suki to Iwasetai, fue lanzado el 6 de febrero del 2019 bajo el sello EMI Records de UMG. Alcanzando el número 2 en Oricon Singles Chart y con más de 250.000 unidades vendidas, el sencillo fue certificado como Platino por la Asociación de la Industria Discográfica de Japón (RIAJ). Ese mismo año, Kim protagonizó la película The Fault Is Not Yours,'  en la que también lanzó la canción de la banda sonora Christmas.
En junio del 2020, Kim se unió a Kang Chan-hee y a Lee Know de Stray Kids como coanfitriones del programa de música surcoreano Show! Music Core'.
Cuando el grupo Iz*One se disolvió el 29 de abril de 2021, Kim regresó a Urban Works, y unos meses después la misma agencia anunció que, aunque Kim había recibido una oferta para unirse a un grupo de chicas, ella prefería centrarse en su faceta de actriz.
El 1 de septiembre de 2022 Kim cambió de agencia de representación, pasando a Management Soop. Poco antes había sido elegida para interpretar un papel doble en la serie The Forbidden Marriage.

## Discografía
| Título                                      | Año                   | Posición más alta en las listas | Ventas                | Álbum                      |
| Título                                      | Año                   | KOR                             | Ventas                | Álbum                      |
| Como artista invitada                       | Como artista invitada | Como artista invitada           | Como artista invitada | Como artista invitada      |
| ------------------------------------------- | --------------------- | ------------------------------- | --------------------- | -------------------------- |
| Falling Star (Kriesha Chu feat. Kim Min-ju) | 2018                  | —                               |                       | Dream of Paradise          |
| Apariciones en bandas sonoras               |                       |                                 |                       |                            |
| Christmas (계룡선녀전)                      | 2019                  | —                               |                       | The Fault Is Not Yours OST |

### Créditos de composición
| Año  | Canción                           | Álbum         | Artista | Con                                             | Notas              |
| ---- | --------------------------------- | ------------- | ------- | ----------------------------------------------- | ------------------ |
| 2019 | Really Like You                   | Heart*Iz      | Iz*One  | YOSKE, Hitomi Honda, Alive Knoh                 |                    |
| 2019 | Neko ni Naritai (versión coreana) | Heart*Iz      | Iz*One  |                                                 | Adaptación coreana |
| 2019 | Love Bubble                       | Vampire       | Iz*One  | Yasushi Akimoto, Cho Yoonkyung, Miyawaki Sakura |                    |
| 2020 | You & I                           | Bloom*Iz      | Iz*One  | Kim Hyun Ah                                     |                    |
| 2020 | With*One                          | Oneiric Diary | Iz*One  | Iz*One                                          |                    |

## Filmografía

### Películas
| Año  | Título                 | Función    | Notas                 | Ref.   |
| ---- | ---------------------- | ---------- | --------------------- | ------ |
| 2019 | The Fault Is Not Yours | Soo-yeon   | Actriz secundaria     | [ 11 ] |
| 2020 | Eyes on Me: The Movie  | Ella misma | Película de concierto | [ 19 ] |

### Series de televisión
| Año     | Título                 | Función                           | Emisora | Ref.                 |
| ------- | ---------------------- | --------------------------------- | ------- | -------------------- |
| 2018    | El gran seductor       | Choi Soo-ji (joven)               | MBC     | [ 4 ] [ 5 ]          |
| 2022-23 | The Forbidden Marriage | princesa heredera Ahn / Cha-nyeon | MBC     | [ 20 ] [ 17 ] [ 21 ] |
| 2024    | Connection             | Oh Yun-jin de adolescente         | SBS     | [ 22 ] [ 23 ]        |
| 2025    | Undercover High School | Lee Ye-na                         | MBC     | [ 24 ] [ 25 ] [ 26 ] |

### Programas de variedades
| Año           | Título           | Emisora | Notas / Rol          | Ref.   |
| ------------- | ---------------- | ------- | -------------------- | ------ |
| 2018          | Produce 48       | Mnet    | Concursante          | [ 1 ]  |
| 2019          | Happy Together   | KBS2    | Anfitriona especial  | [ 27 ] |
| 2020-presente | Show! Music Core | MBC TV  | Anfitriona principal | [ 12 ] |

### Series web
| Año  | Título           | Papel                   | Notas              | Ref. |
| ---- | ---------------- | ----------------------- | ------------------ | ---- |
| 2016 | Immortal Goddess | Vampiro                 | Cameo, episodio 2  |      |
| 2019 | A-Teen 2         | Empleada de restaurante | Cameo, episodio 11 |      |

### Vídeos musicales
| Año  | Título           | Artista     |
| ---- | ---------------- | ----------- |
| 2016 | #WYD (오늘 모해) | iKON        |
| 2017 | Trouble          | Kriesha Chu |
| 2018 | Like Paradise    | Kriesha Chu |

## Premios y nominaciones
| Año  | Premiación               | Categoría                             | Nominada por           | Resultado | Ref.   |
| ---- | ------------------------ | ------------------------------------- | ---------------------- | --------- | ------ |
| 2020 | Cine Rewind              | Actor/actriz especial nuevo/a del año | The Fault Is Not Yours | Ganadora  | [ 28 ] |
| 2020 | MBC Entertainment Awards | Debutante femenina del año            | Show! Music Core       | Nominada  |        |
| 2022 | MBC Drama Awards         | Mejor actriz revelación               | The Forbidden Marriage | Ganadora  | [ 29 ] |
| 2024 | SBS Drama Awards         | Mejor nueva actriz                    | Connection             | Ganadora  |        |